# Sing My Song
Sing My Song là chương trình của Trung Quốc, tìm kiếm những ca sĩ kiêm sáng tác nhạc. Chương trình lần đầu tiên được phát sóng trên kênh CCTV3 vào năm 2014.

## Format

### Vòng 1: Vòng giấu mặt
Ở vòng này, các thí sinh sẽ biểu diễn bài hát mình sáng tác, còn các giám khảo không được trực tiếp nhìn phần biểu diễn của thí sinh mà bị chắn bởi một màn hình lớn chạy lời bài hát.
Nếu giám khảo cảm thấy ưng ý với giai điệu và nội dung bài hát thì họ sẽ gạt cần đỏ trước mặt để nhận thu âm bài hát đang biểu diễn, và ngay lập tức màn hình trước mặt vị giám khảo đó sẽ hạ xuống.
Khi màn biểu diễn kết thúc thì tất cả màn hình đều được hạ xuống kể cả màn hình trước mặt các giám khảo không gạt cần chọn để ban giám khảo giao lưu với thí sinh.
Trong trường hợp có từ 2 giám khảo trở lên cùng chọn thí sinh thì các giám khảo sẽ phải tranh giành thí sinh, nhưng đương nhiên quyền quyết định cuối cùng là nằm trong tay thí sinh.
Vòng 1 sẽ kết thúc để bắt đầu vòng 2 khi và chỉ khi tất cả các giám khảo đều có trong tay đủ 16 ca khúc cần thiết.
Trong trường hợp đã hết thí sinh đăng ký mà các giám khảo vẫn thiếu điều kiện, chương trình sẽ tổ chức thêm vòng phụ. Các giám khảo sẽ thống nhất một ca khúc họ muốn nghe lại, đây chính là một cơ hội 2 hiếm có. Ở vòng này giám khảo nào đã tìm đủ 16 bài hát sẽ không còn bị che nữa mà có thể thoải mái thưởng thức màn trình diễn của thí sinh, đương nhiên điều này đồng nghĩa với việc họ không được gạt cần để lựa chọn nữa. Vòng phụ kết thúc ngay khi tất cả giám khảo chọn đủ 16 bài hát.

### Vòng 2: Vòng đối kháng
- Để bắt đầu vòng 2 từng giám khảo sẽ chọn ra 8 bài trong tổng số 16 bài được đưa vào album bài hát gốc của họ rồi sửa lời và phối khí lại (hoặc không) để bài hát hoàn thiện hơn. Các thí sinh sẽ biểu diễn được luyện tập và biểu diễn bài hát theo phong cách mới ở ngay trên chính sân khấu lớn của chương trình để tranh giành vị trí bài hát chủ đạo trong album.
Trước khi bắt đầu vòng đấu của từng đội, giám khảo của đội sẽ thể hiện một bài hát trong số 8 bài không được chọn để cổ vũ tinh thần thành viên trong đội cũng như một lần nữa khẳng định năng lực của các thí sinh thiếu may mắn.
Trong vòng này, bên cạnh các giám khảo chính thì vòng thi có sự tham gia đánh giá của Hội đồng giám khảo phụ gồm 51 người là các DJ đến từ các kênh âm nhạc, các trang mạng âm nhạc và biên tập tạp chí âm nhạc. Sau mỗi phần biểu diễn thì hội đồng giám khảo phụ sẽ bỏ phiếu nếu đồng ý quảng bá bài hát đó. Mỗi người đồng ý tính là một phiếu.
Khi kết thúc cả tám phần biểu diễn của đội đó thì MC sẽ tổng kết lại số phiếu đã có của từng thí sinh và lúc này 3 vị giám khảo (ngoại trừ giám khảo của đội đang thi đấu) sẽ chọn bỏ phiếu cho 1 thí sinh. Sự ủng hộ của một trong 3 vị giám khảo chính trị giá 5 phiếu
Bài hát giành được nhiều phiếu nhất (tính tổng số phiếu của hội đồng và giám khảo chính) sẽ được chọn là một trong 2 bài hát chủ đạo trong album và được đi tiếp vào vòng Chung kết. Bài còn lại do giám khảo của đội tự lựa chọn (lúc này kết quả bỏ phiếu không còn quan trọng nữa).

### Vòng 3: Vòng liveshow
- Ở vòng này các giám khảo sẽ có 2 phần trình diễn, một phần là đơn diễn ca khúc do mình sáng tác để cổ vũ cho đội và một phần nữa là phối hợp với một trong 2 thí sinh đội mình, thí sinh còn lại sẽ được kết hợp với 1 người nổi tiếng khác do giám khảo của họ mời để tạo ra màn diễn hoàn hảo nhất. Các thí sinh sẽ được góp ý để chỉnh sửa bài hát thêm hoàn thiện và phù hợp hơn với việc có người cùng diễn.
Vòng thi sẽ chia ra làm 2 lượt, và các giám khảo sẽ quyết định trong 2 bài của họ thì bài nào sẽ đấu lượt nào.
Mỗi lượt có 4 bài hát, sau màn trình diễn của từng bài hát thì khán giả trong trường quay sẽ được bỏ phiếu. Hai bài có số phiếu ít hơn sẽ bị loại và 2 bài hát còn lại tiếp tục được bỏ phiếu cùng lúc. Sau phần bỏ phiếu thứ hai này thì sẽ chọn ra bài hát chiến thắng của lượt.
Cuối cùng, 2 bài chiến thắng của 2 lượt sẽ lại PK trực tiếp. Có 101 người ngẫu nhiên được lên sân khấu bỏ phiếu ngay trên sân khấu và số phiếu sẽ được hiển thị rõ ràng, không hề che giấu gì. 101 người này được chia thành 10 lượt bỏ phiếu cùng lúc, mỗi lượt 10 người, riêng lượt cuối sẽ là 11 người. Bài hát giành được 51 sự ủng hộ trước sẽ dành ngôi vị Quán quân.

## Bản quyền
Sing My Song hiện nay đã có 2 quốc gia mua bản quyền:

### Vương quốc Anh
Trong tháng 4 năm 2014 của Vương quốc Anh ITV thông báo rằng sẽ có một phiên bản Anh của Sing My Song, The British Song . Đây là lần đầu tiên một kênh truyền hình của Anh đã mua bản quyền chương trình từ Trung Quốc.

### Việt Nam
Năm 2016, Việt Nam đã mua bản quyền Sing My Song với tên gọi là Bài hát hay nhất. Được sản xuất bởi Công ty truyền thông Cát Tiên Sa và được phát sóng trên kênh VTV3 - Đài truyền hình Việt Nam. Phiên bản đầu tiên của chương trình đã được phát sóng vào ngày 20/11/2016